# Dongfeng Liuzhou Motor

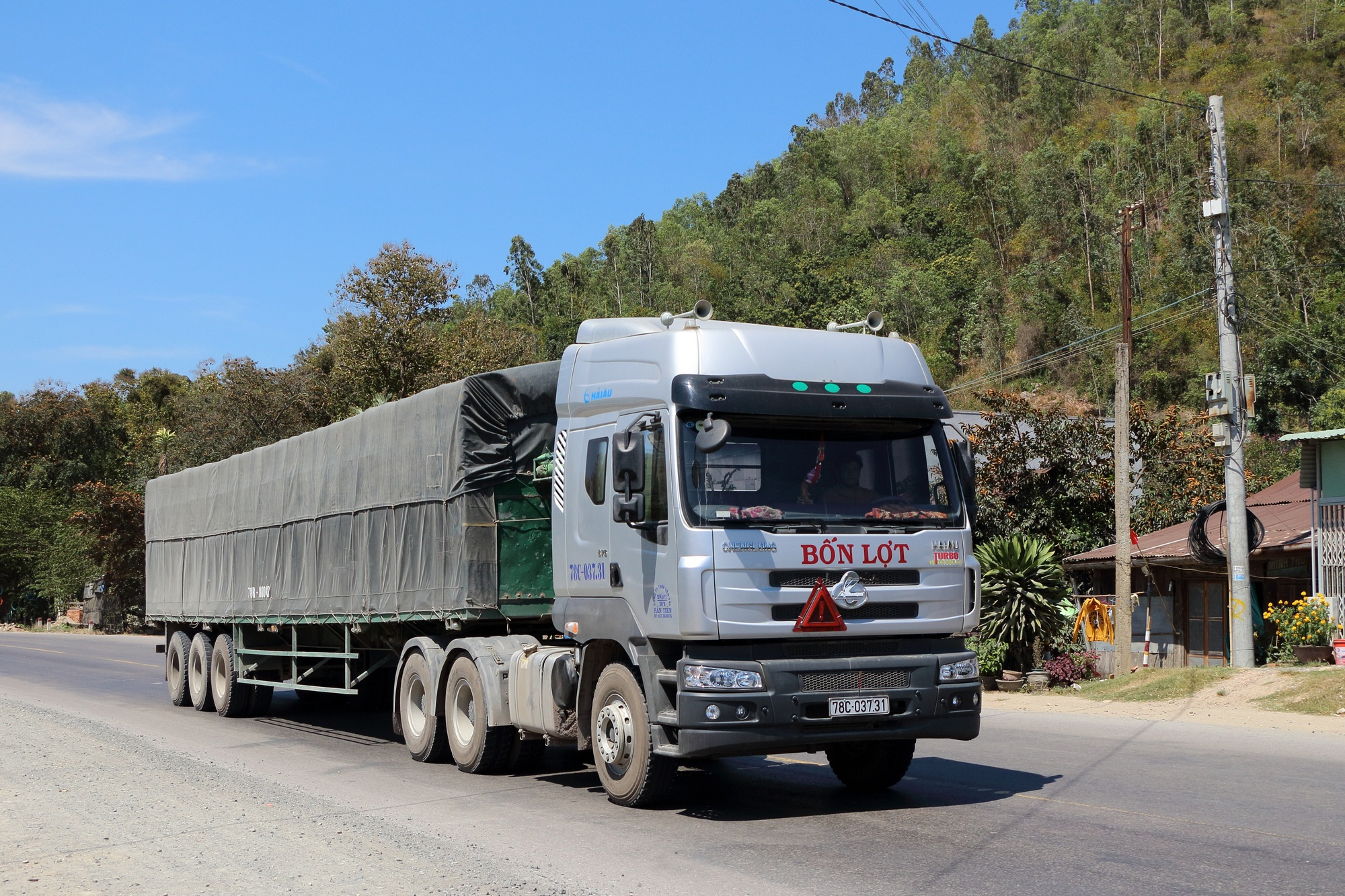
Lkw der Marke Chenglong

Dongfeng Liuzhou Motor Co. Ltd. ist ein Hersteller von Kraftfahrzeugen aus der Volksrepublik China.

## Unternehmensgeschichte
Das Unternehmen aus Liuzhou wurde 1954 gegründet. 1969 begann die Produktion von Nutzfahrzeugen. Der Markenname lautete zunächst Liujiang und ab 1991 Chenglong. 1997 übernahm Dongfeng Motor Corporation das Unternehmen. Etwa seit 1999 entstehen auch Personenkraftwagen. 2001 oder 2002 wurde der Name Fengxing als Submarke eingeführt und 2007 der Markenname Chenglong fallengelassen.
Auf der IAA Mobility 2023 (Internationale Automobil-Ausstellung) zeigte DFM mehrere Pkw-Modelle der Marke Forthing, die in Italien bereits verkauft werden.

## Automobile

### Submarke Fengxing

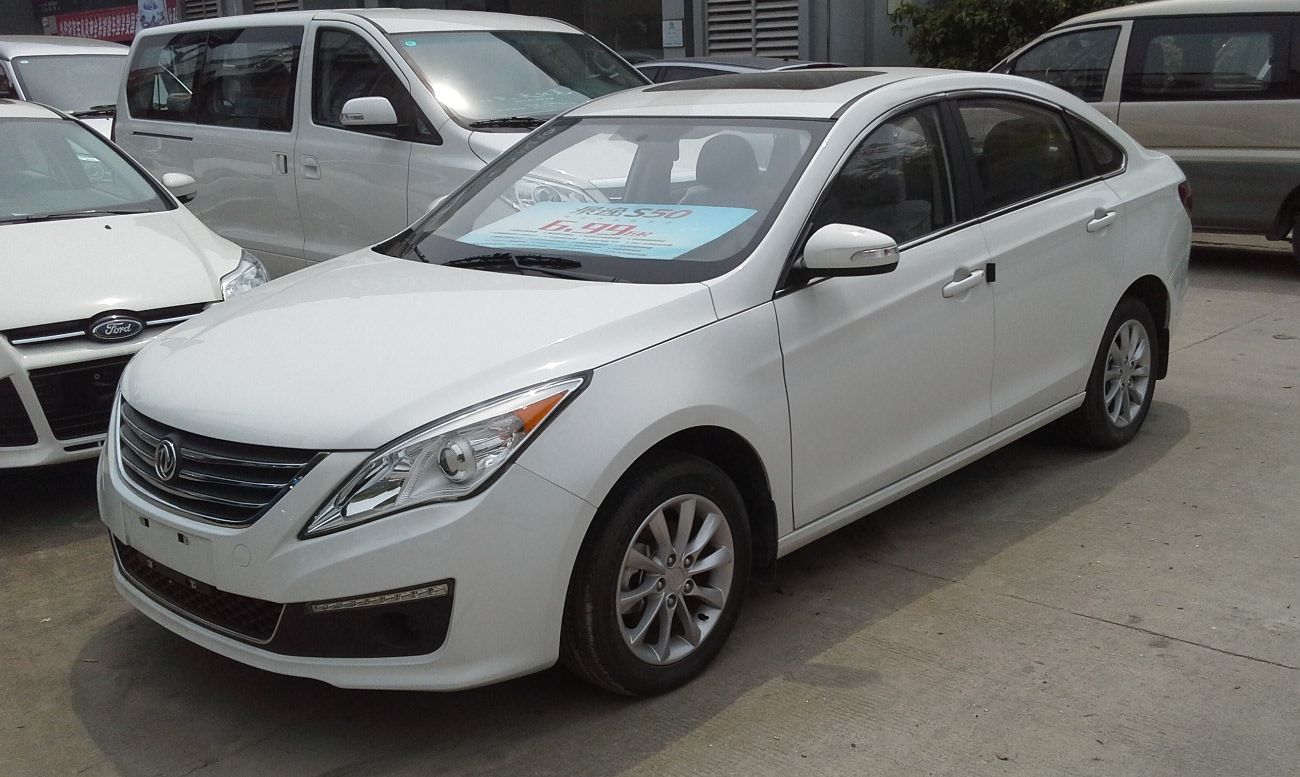
Dongfeng Fengxing Joyear S50

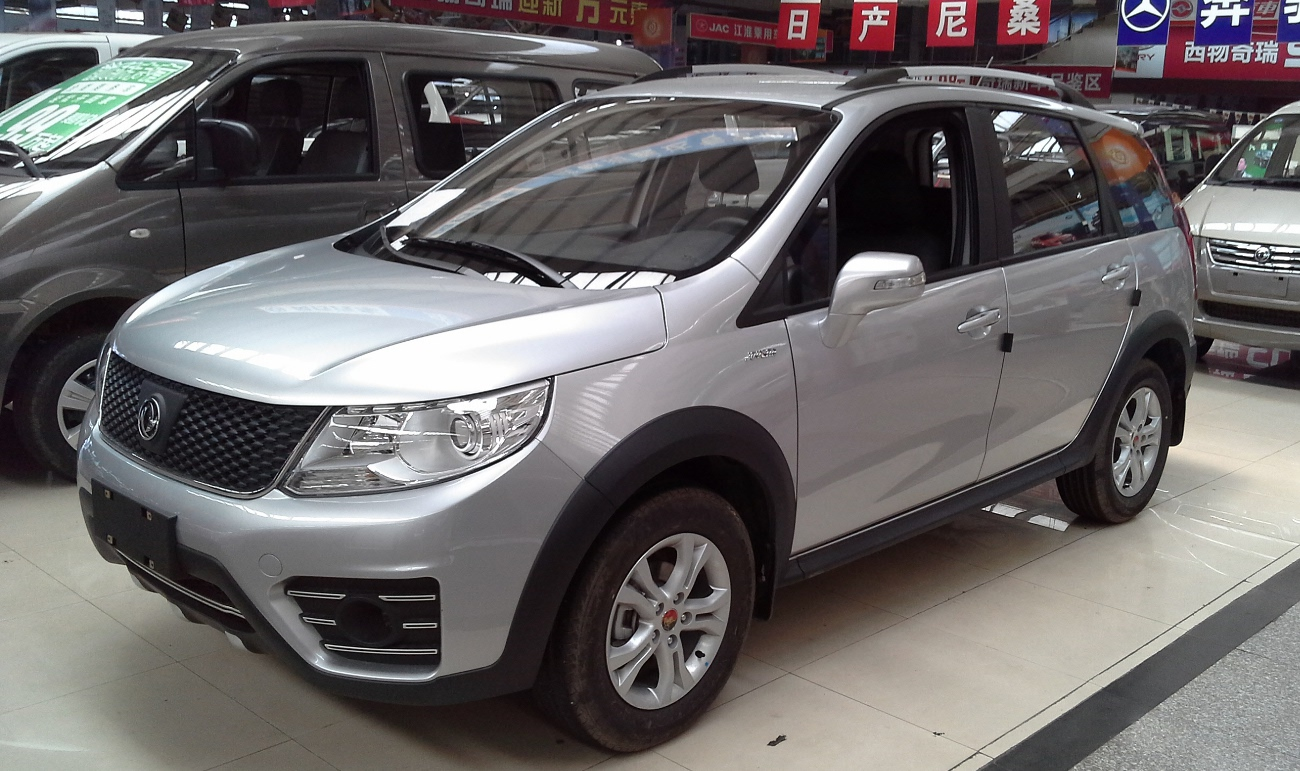
Dongfeng Fengxing Joyear X3

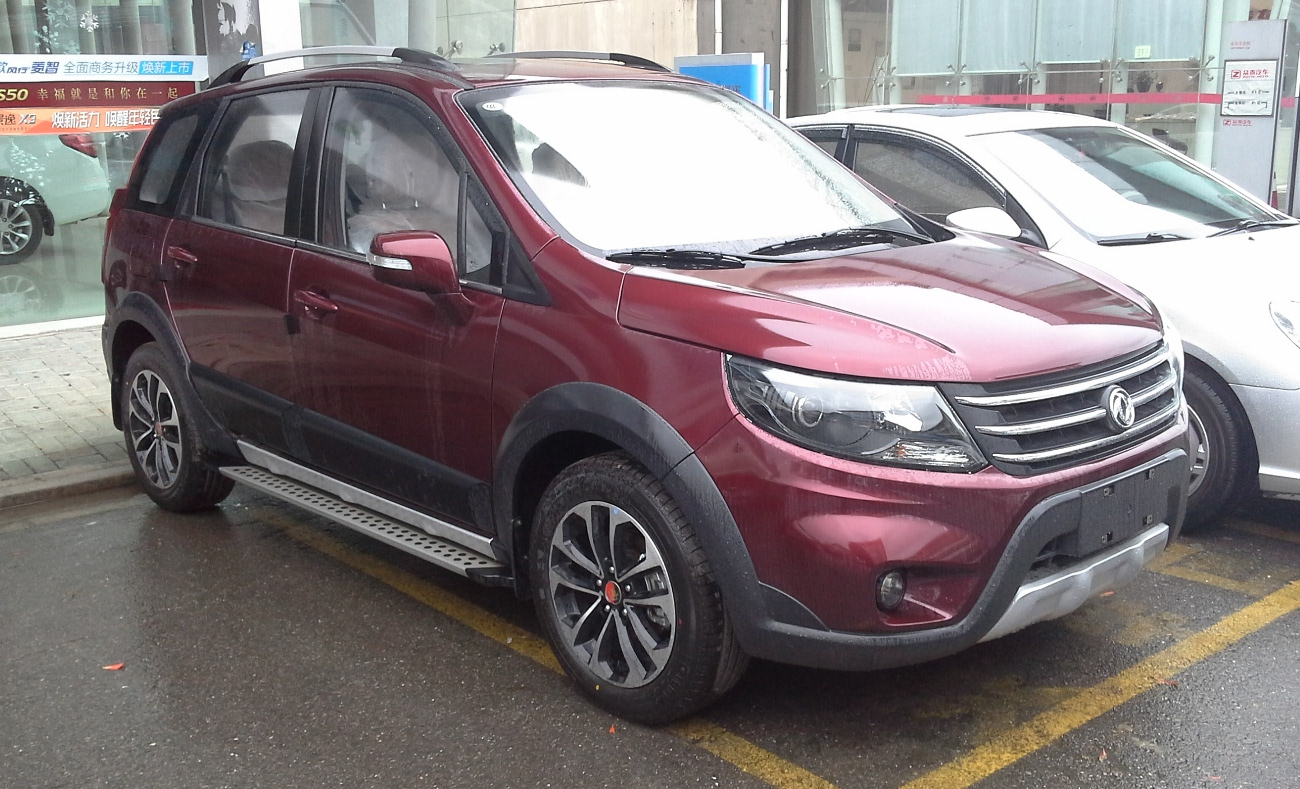
Dongfeng Fengxing Joyear X5

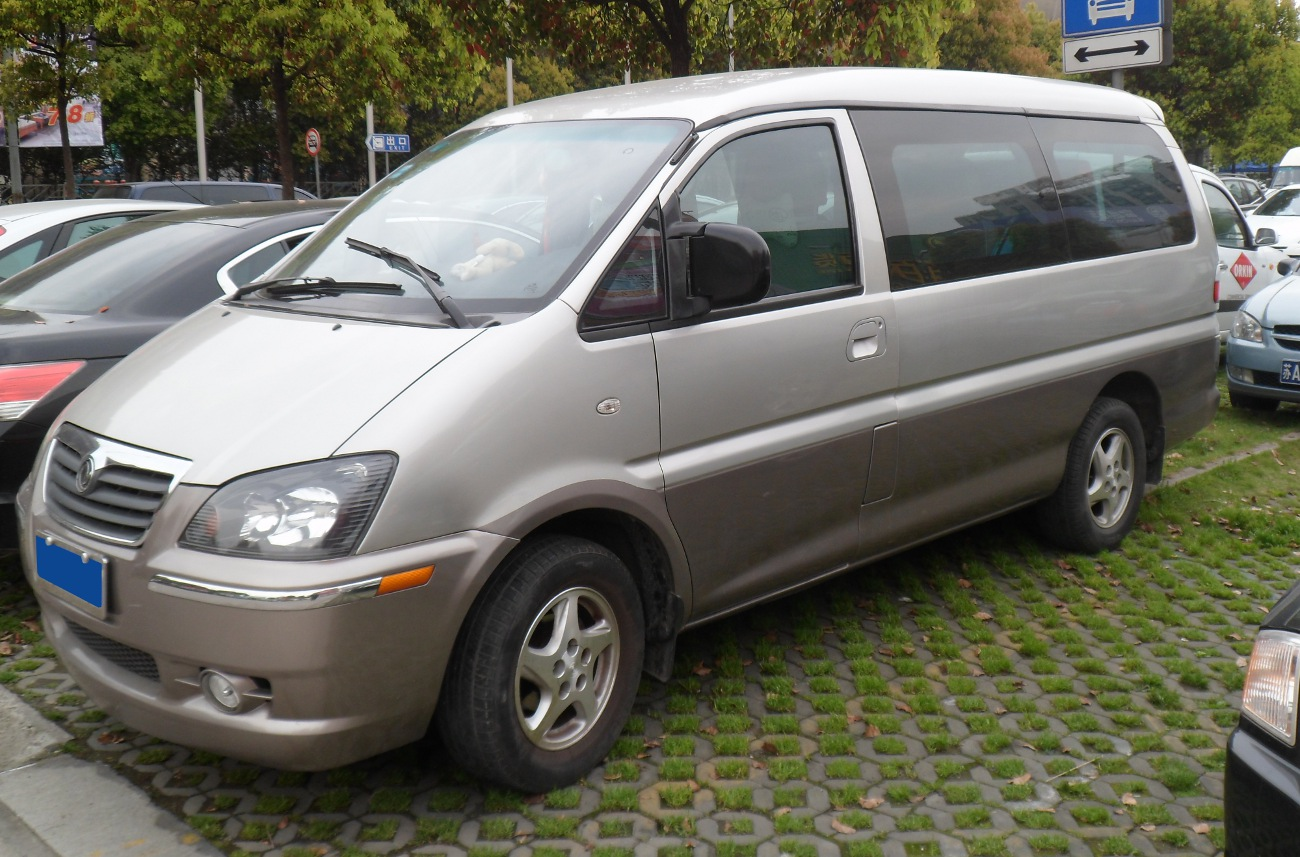
Dongfeng Fengxing Lingzhi

Der Dongfeng Fengxing Joyear (Jingyi) ist ein Van im Stil des Renault Scénic, der auf der Auto Shanghai 2007 eingeführt wurde. Für 2007 ist die Ausführung B 11 LZ 6430 überliefert. Er war bei einem Radstand von 2685 mm 4320 mm lang, 1804 mm breit und 1644 mm hoch. Sein Vierzylindermotor hatte 1800 cm³ Hubraum.
Der Dongfeng Fengxing Joyear X5 des Modelljahrs 2016 basiert auf dem SUV Nissan Qashqai. Der Dongfeng Fengxing Joyear X3 ist ähnlich groß. Weitere SUV sind der 2016 eingeführte Dongfeng Fengxing Joyear SX6, der 2017 eingeführte der Dongfeng Fengxing Joyear X6 und seit 2018 der Dongfeng Fengxing Joyear T5.
Seit November 2015 wird der Van Dongfeng Fengxing S500 verkauft.
Daneben sind die Limousinen mit Stufenheck Joyear 1.5 und Joyear 1.6 sowie die Schräghecklimousine Joyear XL 1.5 für 2016 überliefert.
Der Lingzhi ist größer und ist der Nachfolger des Chenglong Fengxing. Für 2007 sind die Ausführungen LZ 6460, LZ 6470, LZ 6500 und LZ 6510 genannt. Zwei verschiedene Radstände von 2800 mm und 3000 mm führten zu drei Fahrzeuglängen von 4655 mm, 4715 mm und 5050 mm. Die Breite variierte von 1720 mm bis 1765 mm und die Höhe von 1950 mm bis 1960 mm. Das Leergewicht lag zwischen 1570 kg und 1870 kg. Die gleichen Motoren wie zuvor mit 1997 cm³ und 2349 cm³ Hubraum leisteten nun 80 kW, 82 kW und 93 kW.
Den Lingzhi gab es 2016 in zwei Längen und mit drei verschiedenen Motorisierungen.
Seit September 2014 ist in China die Limousine Dongfeng Fengxing Joyear S50 auf dem Markt.

### Modellübersicht 2016
Nachstehend aufgeführt sind die Modelle des Modelljahrs 2016.
| Modell                             | Aufbau                   | Radstand mm | Länge mm | Breite mm | Höhe mm | Hubraum cm³ | Leistung kW |
| ---------------------------------- | ------------------------ | ----------- | -------- | --------- | ------- | ----------- | ----------- |
| Dongfeng Fengxing Joyear 1.5       | Limousine mit Stufenheck | 2700        | 4630     | 1790      | 1526    | 1499        | 88          |
| Dongfeng Fengxing Joyear 1.6       | Limousine mit Stufenheck | 2700        | 4630     | 1790      | 1526    | 1590        | 90          |
| Dongfeng Fengxing Joyear XL 1.5    | Limousine mit Schrägheck | 2685        | 4320     | 1804      | 1620    | 1499        | 88          |
| Dongfeng Fengxing Joyear X 3 1.5   | SUV                      | 2685        | 4382     | 1835      | 1705    | 1499        | 88          |
| Dongfeng Fengxing Joyear X 5 1.6   | SUV                      | 2690        | 4382     | 1835      | 1739    | 1590        | 90          |
| Dongfeng Fengxing Joyear X 5 1.8 T | SUV                      | 2690        | 4382     | 1835      | 1739    | 1796        | 118         |
| Dongfeng Fengxing Lingzhi 1.5      | Van                      | 2800        | 4645     | 1695      | 1940    | 1488        | 82          |
| Dongfeng Fengxing Lingzhi 1.6      | Van                      | 2800        | 4645     | 1695      | 1940    | 1584        | 83          |
| Dongfeng Fengxing Lingzhi 2.0      | Van                      | 3000        | 5115     | 1720      | 1960    | 1999        | 89          |

## Produktionszahlen
| Jahr | Produktionszahl | Quelle      |
| ---- | --------------- | ----------- |
| 2000 | 20              | [ 2 ] [ 6 ] |
| 2001 | 690             | [ 2 ] [ 6 ] |
| 2002 | 2.665           | [ 2 ] [ 6 ] |
| 2003 | 10.508          | [ 2 ] [ 6 ] |
| 2004 | 16.486          | [ 6 ]       |
| 2005 | 18.600          | [ 3 ]       |
| 2006 | 19.237          | [ 3 ]       |
| 2007 | 19.266          | [ 3 ]       |